# Bethel Music
Bethel Music ist eine Gemeinschaft von Worship-Musikern und Künstlern, beheimatet in Redding, Kalifornien. Entstanden aus dem lokalen Lobpreisdienst der Bethel Church, produziert Bethel Music Songs und Alben, die hauptsächlich von Mitgliedern ihres Artist Collectives geschrieben und aufgenommen werden.
Laut ihrer Website beabsichtigt Bethel Music Lieder zu schreiben, die zum Ausdruck bringen, wer Gott ist und wer wir in ihm sind. Bethel Music will in jeder Lebensphase einen neuen Ausdruck von Anbetung schaffen und Musik machen, die bei einzelnen sowie bei Worship-Gemeinschaften auf der ganzen Welt auf Resonanz stößt.

## Geschichte
Von 2009 bis 2013 wuchs Bethel Music stark an und wurde aus einem relativ kleinen lokalen Worshipdienst zu einer voll entwickelten Plattenfirma und einem Musikverlag, der aus Songwriter und Worshipleiter der Bethel Church in Redding, Kalifornien besteht.
Im Januar 2015 lancierte Bethel Music ihr Artist Collective (Künstlergruppe), durch das sie ihre Gruppe, die bis dahin nur aus lokalen Interpreten bestand, durch Josh Baldwin und Jonathan und Melissa Helser aus North Carolina erweiterten.

## Interpreten
- Brian Johnson
- Jenn Johnson
- Jonathan und Melissa Helser
- Paul und Hannah McClure
- Josh Baldwin
- Kristene DiMarco
- Sean Feucht
- David Funk
- Emmy Rose
- Bethany Wohrle
- John Wilds
- Zahriya Zachary

frühere Künstler:
- Cory Asbury
- Amanda Cook (geb. Falk)
- Kalley Heiligenthal
- Steffany Gretzinger
- Leeland
- Jeremy Riddle
- Matt Stinton
- Hunter G.K. Thompson

## Diskografie
Studioalben

| Jahr | Titel                   | Höchstplatzierung, Gesamtwochen, AuszeichnungChartplatzierungen (Jahr, Titel, Platzierungen, Wochen, Auszeichnungen, Anmerkungen) | Höchstplatzierung, Gesamtwochen, AuszeichnungChartplatzierungen (Jahr, Titel, Platzierungen, Wochen, Auszeichnungen, Anmerkungen) | Höchstplatzierung, Gesamtwochen, AuszeichnungChartplatzierungen (Jahr, Titel, Platzierungen, Wochen, Auszeichnungen, Anmerkungen) | Höchstplatzierung, Gesamtwochen, AuszeichnungChartplatzierungen (Jahr, Titel, Platzierungen, Wochen, Auszeichnungen, Anmerkungen) | Anmerkungen                                               |
| Jahr | Titel                   | CH | UK | US | Christ | Anmerkungen                                               |
| ---- | ----------------------- | --- | --- | --- | --- | --------------------------------------------------------- |
| 2013 | Tides                   | — | UK79 (1 Wo.)UK | US30 (3 Wo.)US | Christ1 (17 Wo.)Christ | Erstveröffentlichung: 3. September 2013                   |
| 2015 | Come Alive              | — | — | — | Christ7 (17 Wo.)Christ | Erstveröffentlichung: 11. Dezember 2015 Bethel Music Kids |
| 2019 | Bethel Music en Español | — | — | — | — | Erstveröffentlichung: 15. Februar 2019                    |
| 2020 | Peace                   | CH55 (1 Wo.)CH | — | US85 (1 Wo.)US | Christ2 (… Wo.)Christ | Erstveröffentlichung: 10. April 2020                      |
| 2021 | Peace, Vol. II          | — | — | — | Christ32 (1 Wo.)Christ | Erstveröffentlichung: 12. November 2021                   |

## Have It All
Am 11. März 2016 wurde Have It All, das bis dato jüngste Livealbum, veröffentlicht. Alle sechzehn Songs wurden live während der Gottesdienste und des Unterrichts der BSSM (Bethel School of Supernatural Ministry) in der Bethel Church aufgenommen. Das Album wurde sowohl für die Auszeichnung Worship Album of the Year als auch den Recorded Music Packaging Award bei den 2016 GMA Dove Awards nominiert, konnte jedoch keinen der Preise gewinnen.

## We Will Not Be Shaken
Im Jahr 2016 veröffentlichte Bethel Music das Live-Album We Will Not Be Shaken (Live), das von Bobby Strand und Chris Greely produziert wurde. Es besteht aus elf eigenen Songs, geleitet vom Bethel Music Artist Collective, mit Brian Johnson, Jenn Johnson, Hunter Thompson, Amanda Cook und Matt Stinton, sowie Kalley Heiligenthal, Hannah McClure, Paul McClure, Jonathan David Helser and Melissa Helser, die auf diesem Album ihr Debüt gaben. We Will Not Be Shaken soll andere Worship-Communitys inspirieren und ermutigen, trotz allen Umständen fest in ihrem Glauben zu stehen.
Der Titelsong wurde durch einen spontanen Worshipmoment während eines Sonntagsgottesdienstes inspiriert und bekräftigt Gottes Treue in schwierigen Zeiten.
Das amerikanische CCM Magazine lobte das Album und sagte, dass der erwartete Release von Bethel Music von einem Rummel begleitet wurde, der völlig gerechtfertigt sei. Das Christian Review Magazine gab dem Album eine 5-Sterne-Bewertung und schrieb, dass das Album "durch und durch ein Worship Release sei, bei dem jeder Song Lyrics hat, die Gott loben und verherrlichen und auf seine Treue, Liebe und Gnade hinweisen."
NewReleaseTuesday.com liebt die „gesalbten Texte, die sowohl emotional aufwühlend und voller Wahrheit sind wie auch voller musikalischer Atmosphären, die die Seele zur Ruhe bringen und zur gleichen Zeit Raum für Gottes Reden schaffen.“

## You Make Me Brave
You Make Me Brave: Live at the Civic wurde im Sommer 2013 während der Frauen-Konferenz der Bethel Church im Redding Civic Auditorium live aufgenommen. Laut The Church Collective ist es mit den drei von zwölf Songs, die während spontaner Lobpreis-Momente entstanden, ein "klassisches Bethel-Album". Der Kritiker fährt fort, indem er sagt, dass sich die Worshipleiter von Bethel mit ihrem musikalischen Einfluss, dem markanten Synthesizer und den gekonnt gewählten Arrangements der Lieder selbst übertreffen.

## Auszeichnungen
Brian Johnson und Jeremy Riddle wurden mit ihrem Lied One Thing Remains bei den 44th Annual GMA Dove Awards für den "Song of the Year" nominiert. Bei der Dove Awards Nashville-Zeremonie im Oktober 2013 sangen Brian and Jenn Johnson das Lied One Thing Remains zusammen mit Kristian Stanfill und der Passion Band.
Die in Kanada geborene Amanda Cook vom Bethel Music Artist Collective wurde bei den GMA Canada Covenant Awards in der Kategorie "Sängerin des Jahres" nominiert und gewann die Kategorie "Song of the Year" mit ihrem vielgeliebten Lied You Make Me Brave.
Im März 2015 ehrte die American Society of Composers, Authors and Publishers (ASCAP) den Song von Jeremy Riddle This is Amazing Grace als ihren Song des Jahres.
Bei den 2016 GMA Dove Awards wurde das Live-Album Have It All in der Kategorie Worship Album of the Year als auch für den Recorded Music Packaging Award nominiert.

## Events und Tourneen
Bethel Music tourt regelmäßig sowohl in Amerika als auch international. Ihr Ziel für ihre Worship Nights-Touren ist es, mit Gottes Wirken in den verschiedenen Worship-Communitys zusammenzuarbeiten und zu sehen, wie der Himmel auf die Erde kommt.
Musiker vom Bethel Music Artist Collective besuchten im März 2015 zum ersten Mal Südafrika und hielten Worship Nights in Johannesburg, Pretoria, Durban, Cape Town und Port Elizabeth.
In den Jahren 2016 und 2017 wurden von Bethel Music mehrere Worship Nights in Deutschland und an anderen Orten in Europa veranstaltet.